# میگوئل اوترو سیلوا
میگوئل اوترو سیلوا (زادهٔ ۲۶ اکتبر ۱۹۰۸، درگذشتهٔ ۲۸ اوت ۱۹۸۵) نویسنده، روزنامه‌نگار، شاعر و داستان‌نویس ونزوئلایی بود.

## زندگی
زاده در بارسلونا، در کودکی برای تحصیل در دبیرستان کاراکاس به کاراکاس جابه‌جا شد. او در دانشگاه مرکزی ونزوئلا برای تحصیل در مهندسی عمران پذیرفته شد.